# Agenor Maria Gołuchowski
Agenor Maria Adam comte Gołuchowski (né le 25 mars 1849 à Lemberg, Galicie, Autriche-Hongrie, et mort le 28 mars 1921 au même lieu) est un homme d'État polonais qui a hérité d'une grande partie de la richesse de son père. Entre 1895 et 1906, il est ministre des Affaires étrangères de l'Autriche-Hongrie. Il est responsable d'une période de détente dans les relations autrichiennes avec la Russie impériale, lésée par la lutte autrichienne et russe pour le contrôle du Bosphore. À partir de 1907, il dirige le groupe polonais à la Chambre des Seigneurs, la chambre haute du parlement autrichien.

## Biographie

### Jeunesse
Issu d'une vieille famille de noblesse polonaise, il est le fils du comte Agenor Gołuchowski, gouverneur de la Galicie et de Maria, comtesse von Baworow-Baworowska, dame de Lubaczow. Son frère, Adam Gołuchowski, était également député et maréchal de Galicie.

### Carrière diplomatique
Formé à l'université de Vienne, Agenor Maria entre dans le service diplomatique. Il est d'abord nommé attaché à l'ambassade d'Autriche à Berlin en 1872 ; il y devient secrétaire de légation, et puis il est transféré à Paris. Après avoir atteint le grade de conseiller de légation, il est nommé ministre en 1887 à Bucarest, où il demeure jusqu'en 1893.

### Carrière politique

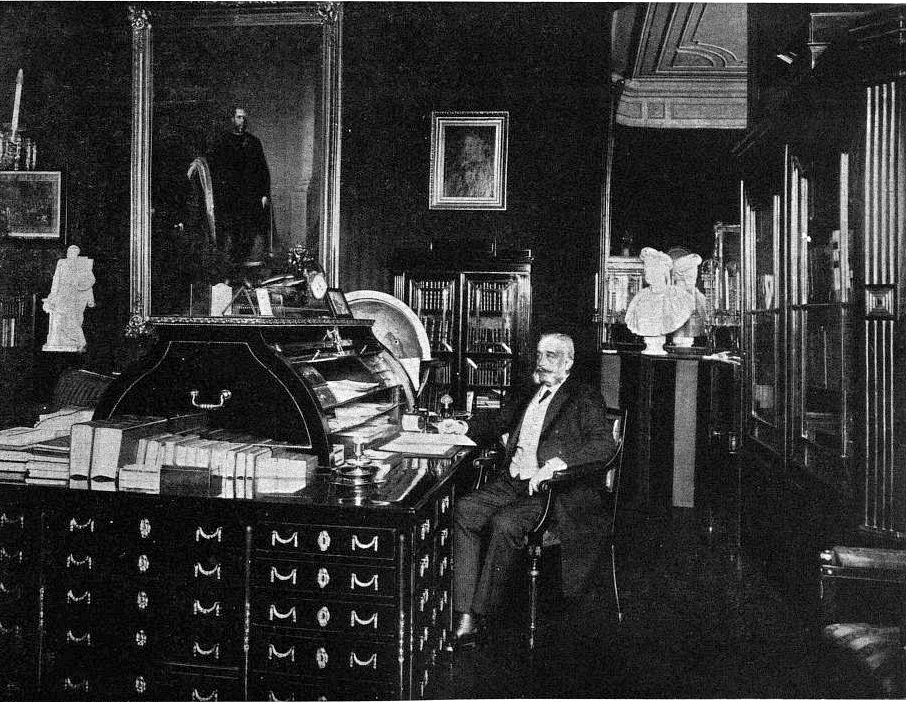
Gołuchowski à son bureau en 1901.

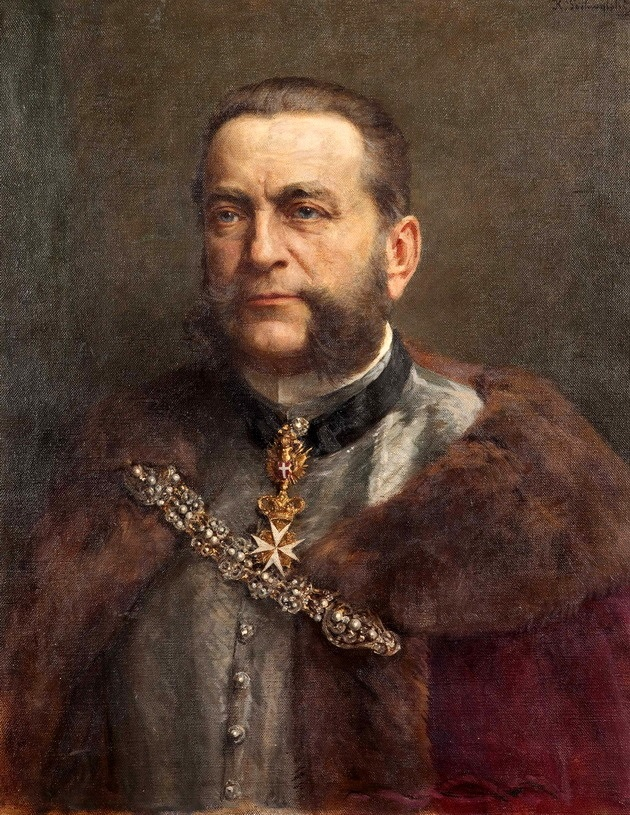
Portrait de Gołuchowski, par Casimir Pochwalski.

À ces postes diplomatiques, Agenor Maria Gołuchowski acquiert la réputation de diplomate ferme et habile et, après la retraite du comte Gusztáv Kálnoky en mai 1895, il est choisi pour lui succéder au poste de ministre austro-hongrois des affaires étrangères. La nomination d'un Polonais a causé une certaine surprise au vu de l'importance des relations austro-russes (alors assez tendues) et l'Allemagne, mais ce choix était justifié par les événements. Dans son discours de cette année aux délégations, il déclare que le maintien de la Triple Alliance, et en particulier l'intimité la plus étroite avec l'Allemagne, est la clé de voûte de la politique autrichienne ; en même temps, il insiste sur l'amitié traditionnelle entre l'Autriche et la Grande-Bretagne et exprime son désir d'une bonne entente avec toutes les puissances. Dans la poursuite de cette politique, il a conclu un accord avec la Russie, par lequel aucune des deux puissances ne devait exercer une influence distincte dans la péninsule balkanique, et a ainsi éliminé une cause de tension de longue date.
Cet accord a été formellement ratifié lors d'une visite à Saint-Pétersbourg, à laquelle il a accompagné l'empereur en avril 1897. Il a pris la tête de l'établissement du concert européen lors des massacres arméniens de 1896, et a de nouveau résisté à l'action isolée de la part de l'un des grandes puissances pendant les troubles crétois et la guerre gréco-turque. En novembre 1897, lorsque le drapeau austro-hongrois est insulté à Mersina, il menace de bombarder la ville si une réparation immédiate n'était pas accordée, et par sa ferme attitude, il renforce considérablement le prestige autrichien en Orient. Dans son discours aux délégations en 1898, il insiste sur la nécessité de développer la marine marchande autrichienne, et d'élever la flotte à un niveau qui, sans rivaliser avec les flottes des grandes puissances navales, assurerait le respect du drapeau autrichien partout où ses intérêts doivent être protégés. Il a également fait allusion à la nécessité pour la combinaison européenne de résister à la concurrence américaine.
L'entente avec la Russie sur les États des Balkans a temporairement mis en danger les relations amicales avec l'Italie, qui pensait que ses intérêts étaient menacés, jusqu'à ce que Gołuchowski garantisse en 1898 l'ordre existant. Il encouragea en outre une bonne entente avec l'Italie par des conférences personnelles avec le ministre italien des Affaires étrangères, Tommaso Tittoni, en 1904 et en 1905.
Le comte Vladimir Lambsdorff visite Vienne en décembre 1902, lorsque des dispositions sont prises pour une action concertée en imposant au sultan des réformes au sein du gouvernement de Macédoine. D'autres mesures sont décidées (les réformes Mürzsteg) à l'issue de l'entretien de Gołuchowski avec le tsar à Mürzsteg en 1903, deux agents civils représentant les pays sont nommés pour deux ans afin d'assurer l'exécution des réformes promises. Cette période est prolongée en 1905, lorsque Gołuchowski fait figure de principal acteur en forçant la Porte, par une manifestation navale internationale à Mitylène, à accepter le contrôle financier des puissances en Macédoine. Lors de la conférence d'Algésiras réunie pour régler la première crise marocaine, l'Autriche soutient la position allemande, et après la clôture des conférences, l'empereur allemand Guillaume II télégraphie à Gołuchowski « Vous avez fait preuve d'une brillante attitude sur le terrain et je me sens assuré de recevoir des services similaires dans des circonstances analogues. » Cet engagement a été renouvelé en 1908, lorsque le soutien de l'Allemagne à l'Autriche dans la crise des Balkans s'est avéré concluant.
Gołuchowski était cependant détesté par les Hongrois ; il était soupçonné d'avoir inspiré l'opposition de l'empereur à l'utilisation du magyar dans l'armée hongroise, et a été rendu responsable de l'indemnité offerte à la députation magyare par François-Joseph Ier d'Autriche en septembre 1905. Tant qu'il restait en fonction, il n'y avait aucun espoir d'arriver à un règlement d'une affaire qui menaçait de perturber la double monarchie, et le 11 octobre 1906, il est contraint de démissionner.
À partir de 1895, il fut également membre conservateur de la Herrenhaus (Chambre des seigneurs) du Parlement impérial de Vienne, et à partir de 1907, il fut président de l'influent «Poland Block», le groupe de députés polonais.[réf. nécessaire]
Une fois la Pologne du Congrès conquise lors de la Première Guerre mondiale, il a soutenu la  « solution autrichienne », qui associe la Pologne du Congrès à l'Autriche, faisant ainsi languir la double monarchie  (Autriche et Hongrie) par opposition à la solution tripartite d'unir la Pologne du Congrès à la Galicie autrichienne en tant que troisième élément constitutif d'une triple monarchie (Autriche, Hongrie et Pologne).

### Vie privée
Agenor Gołuchowski épouse civilement dans le 8e arrondissement de Paris le 2 juin 1885, et religieusement en l'église Saint-Philippe-du-Roule à Paris, le lendemain,  la princesse Anne Napoléone Caroline Alexandrine Murat (1863-1940), fille de Joachim, 4e prince Murat et de Malcy Louise Caroline Berthier de Wagram. Ils sont les parents de trois enfants :
- Agenor Maria Gołuchowski (1886–1956), qui épouse à Vienne, en 1922, la comtesse Matylda Baworów-Bawarowska, baronne von Ledske (1905-1977), dont trois enfants[5],[6] ;

- Wojciech Maria Agenor (dit aussi Adalbert) Gołuchowski (1888–1960), sénateur et officier qui épouse, à Lwów, en 1912, la comtesse Sophie Marie Czesława Baworów-Baworowska (1887-1971), dont trois enfants[7] ;

- Karol Gołuchowski (1892-1968), officier polonais, épouse à Cracovie en 1916 Hélène Łubkowska (1889-1975)[8].

Agenor Maria Gołuchowski meurt à Lwów le 28 mars 1921.